# Оповідання на веранді
«Оповіда́ння на вера́нді» (англ. The Piazza Tales) — збірка оповідань класика американської літератури Германа Мелвілла, опублікована у 1856 році. Включає п'ять творів: «Писар Бартлбі» (1853), «Енкантадас, або Зачаровані острови» (1854), «Людина-блискавичник» (1854), «Дзвіниця» (1855), «Беніто Серено» (1855), а також ввідний нарис «Веранда» (1856).

## Історія
З включених до збірки оповідань найбільш значущим як за оцінкою автора, так і за відгуками критиків є «Беніто Серено», саме тому Герман Мелвілл спочатку хотів назвати збірку «„Беніто Серено“ та інші оповідання». Згодом він передумав і створив напівнарис, напівесе «Веранда», який був одночасно і передмовою, і своєрідним узагальненням збірки. Вважають, що цим твором Мелвілл задає ідейну програму всієї збірки — своєрідного експерименту у його творчості, адже в ній письменник відходить від традиційної для нього форми роману на користь малої прози. Експериментальний характер збірки проявляється і в різноманітності включених до неї оповідань, усі вони дуже неоднорідні за розміром, жанром і стилем викладу. Задля поліпшення зв'язності настільки несхожих творів назвою збірки їх було прив'язано до вступного есе.
Літературознавці неодностайні щодо причин, які спонукали письменника до зміни формату. Одні вважають, що до цього спричинилося безгрошів'я, адже один з попередніх романів — «Мобі Дік» — публіка сприйняла прохолодно, а другий — «П'єр, або Двозначності» — був жорстко розкритикований. Після цього брати Харпери, американські видавці мелвіллових творів, змінили умови контракту, а британський видавець Ричард Бентлі висунув неприйнятні умови. Як наслідок, улітку 1952 року письменник не отримав авансової проплати і взявся за написання першого оповідання «Писар Бартлбі». На думку інших, до написання оповідань його спонукав зростаючий престиж журнальної літератури. Так, у жовтні 1852 року Чарлз Фредерік Бріггс, редактор щойно створеного журналу «Putnam's Magazine», розіслав запрошення відомим американським письменникам з проханням написати твори журнального формату. За співпрацю з журналом автори отримували щедрі гонорари. Вже у другому номері «Putnam's Magazine», у лютому 1853 року, з'явилася стисла біографія Германа Мелвілла, написана Фітц-Джеймсом О'Брайеном. А в листопаді цього ж року і сам Мелвілл опублікував у «Putnam's Magazine» своє перше оповідання. Слідом за «Писарем Бартлбі» були опубліковані «Енкантадас, або Зачаровані острови» (у березні — травні 1854 року в № 15—17), «Торговець громовідводами» (у № 20 за липень 1854 року). Після короткої перерви, обумовленої зміною редактора, Герман Мелвілл опублікував у цьому журналі ще два твори: у серпні 1855 року (№ 32) «Дзвіницю», а в жовтні — грудні цього ж року (№ 34—36) — «Беніто Серено». Загалом співпраця з «Putnam's Magazine» була плідною, лише одного разу видавець відхилив оповідання «Два храми», угледівши в ньому приховану критику церкви і побоюючись несприйняття публіки.
17 березня 1856 року Герман Мелвілл підписав договір на публікацію збірки окремою книгою. Для неї він написав останнє оповідання «Веранда». Незважаючи на рекламу продажі книги були недостатніми для покриття витрат. Пізніше «Оповідання на веранді» багато разів перевидавали і перекладали іншими мовами, однак у творчій спадщині письменника вони залишаються маловідомими.

## Опис

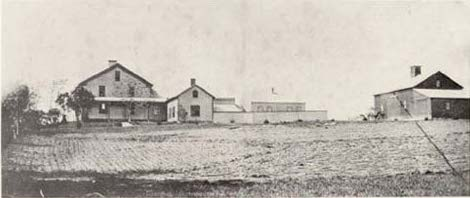
Вигляд ферми «Ерроухед» у 1860-х роках. На головній будівлі помітно веранду, на честь якої названо збірку.

«Веранда» — автобіографічний нарис, який також іноді зазначають як есей чи оповідання. В ньому автор описує власну ферму «Ерроухед» неподалік Піттсфілда (штат Массачусетс), на якій він оселився у вересні 1850 року. Прибудувавши до будинку веранду, Герман відкрив для себе у навколишньому гірському пейзажі далеку хижу. Письменник здійснює подорож до згубленого в горах житла, де знаходить дівчину, яка бачить у долині його будинок і міркує про щасливе життя у ньому.
«Писар Бартлбі» — оповідання про правника, який винаймає на роботу дивакуватого писаря Бартлбі. Надзвичайно скромний, тихий і непомітний писар несподівано відмовляється виконувати доручення начальника. Його ввічливий спротив поступово долає усі перепони і Бартлбі на деякий час стає господарем офісу. Коли до будівлі заселяються нові орендатори, Бартлбі опиняється у в'язниці, де помирає так само тихо, як і жив. В цьому оповіданні Герман Мелвілл підіймає питання прав людини, за популярністю його ставлять на третє місце після «Беніто Серено» й «Енкантадес…».
«Людина-блискавичник» — найкоротше оповідання у збірці, в якому письменник висміює безглузду рекламу й агресивну роздрібну торгівлю в обличчі комівояжерів.
«Енкантадас, або Зачаровані острови» — розлоге оповідання, що складається з десяти нарисів з окремими сюжетними лініями. Усі нариси об'єднує місце дії — Галапагоські острови, які Герман Мелвілл виводить під їхньою застарілою назвою Енкантадас. Цей твір частково побудований на власних спогадах автора, який відвідав Галапагоси двічі, але значною мірою на використаних ним «Історії відкриттів на півдні Тихого океану» Джеймса Берні та «Журналі плавання по Тихому океану» Девіда Портера. Це оповідання за популярністю ставлять на друге місце після «Беніто Серено».
«Дзвіниця» — оповідання у дусі середньовічної історії. В ньому Герман Мелвілл розповідає про вигадані містичні події на дзвіниці одного з італійських містечок, яким зрештою знаходиться цілком наукове пояснення. Однак за дивним збігом обставин автор вбачає певну закономірність, адже поштовх подіям дав злочин, а розв'язкою служить справедливе покарання.
«Беніто Серено» — велике пригодницьке оповідання на морську тематику. В цьому творі, найвизначнішому у всій збірці, Герман Мелвілл викладає історію американського капітана, який рятує від смерті свого іспанського колегу. Втім, цей порятунок приходить не миттєво, адже іспанець знаходиться у полоні бунтівників, які надзвичайно вигадливим способом приховують дійсний стан справ на захопленому ними кораблі.